# Charles Loonen
Charles Adrien Antoine Loonen (Paris, 26 décembre 1850 - Tracy-le-Mont, 25 mars 1913) est un industriel et voyageur français. 

## Biographie
Succédant en 1874 à la direction de la brosserie achetée par son père en 1865 à Tracy-le-Mont, ancienne filature dont il devient le chef d'entreprise en 1885, Charles Loonen développe rapidement de nombreux ateliers de production dans les communes avoisinantes et, pour diffuser ses brosses de luxe, se tourne vers l’exportation. Il entreprend des ventes à travers le monde, notamment en direction des États-Unis et du Canada. En 1876, il fonde ainsi des maisons de vente à New York et à Londres.
Son entreprise emploie dès 1882 près de 800 ouvriers. Élu maire de Tracy (1892-1912), il part en 1892 étudier l'industrie du Japon. Il prend le train jusqu'au Havre d'où il embarque sur le vapeur Gascogne pour New York. Toujours en train, il gagne l'ouest des États-Unis par Chicago, Saint-Paul, Minneapolis et Winnipeg et atteint Vancouver d'où il monte sur l'Empress of Japan qui le mène à Yokohama. 
Au Japon, il visite Yokohama, Kamakura, Tokyo, Nagoya, Kyoto, Osaka, Kobé, Nara, Miyanoshita, le lac Hakone et la source thermale d'Ojigoku et récolte de nombreux documents sur le Japon moderne. Sa relation de voyage sera ainsi la première à offrir une image de l’industrialisation du Japon. 
A Osaka, il étudie trois importantes filatures dont il admire l'organisation. À Kobé, il inspecte une usine américaine préparant du thé et observe les mauvaises conditions de travail des employées féminines. Il constate néanmoins l'activité considérable de l'industrie manufacturière au Japon et la compétitivité qui s'y développe, soulignant la rivalité qui naitra entre le Japon et l'Europe. 
Loonen effectue son trajet retour par le Canada, traverse les Rocheuses, visite l'Exposition universelle de Chicago dont il laissera une importante description dans sa relation du pavillon japonais. 
Loonen est fait chevalier de la Légion d'honneur le 2 avril 1894. En 1900, il achète une usine au Japon. Ses établissements de Tracy occupent en 1911 un millier d'ouvriers, employés et monteuses. Loonen se fait construire alors un château qui sera en partie détruit lors de la Première Guerre mondiale.

## Publication
- Le Japon moderne, Plon, 1894